# 圣詹姆斯公园

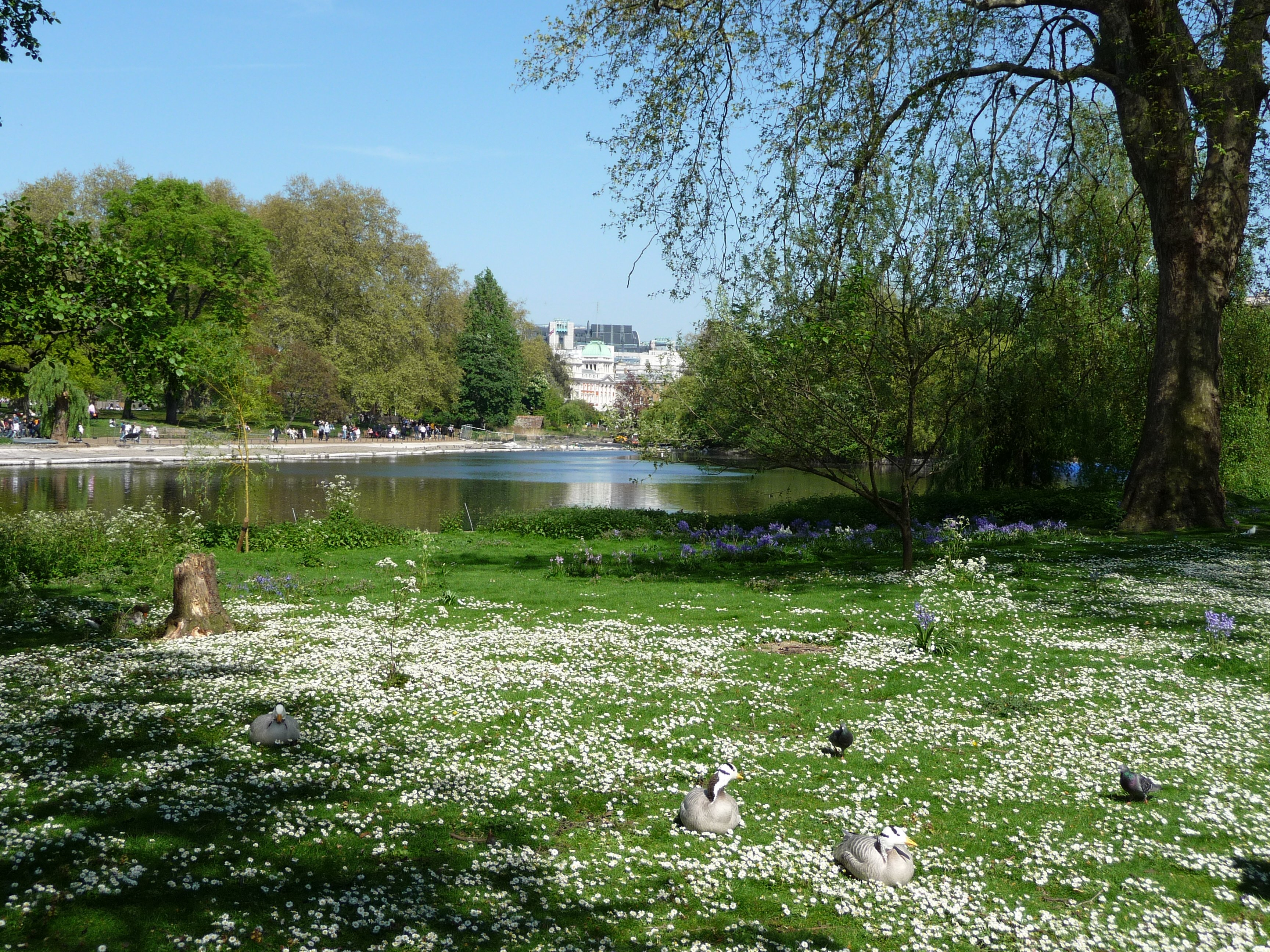
公园春光，2009年。

圣詹姆斯公园（英語：St. James's Park）位于伦敦西敏市聖詹姆斯区的南缘，占地23公顷（合58英亩），在伦敦御苑中历史最为悠久。

## 周边环境

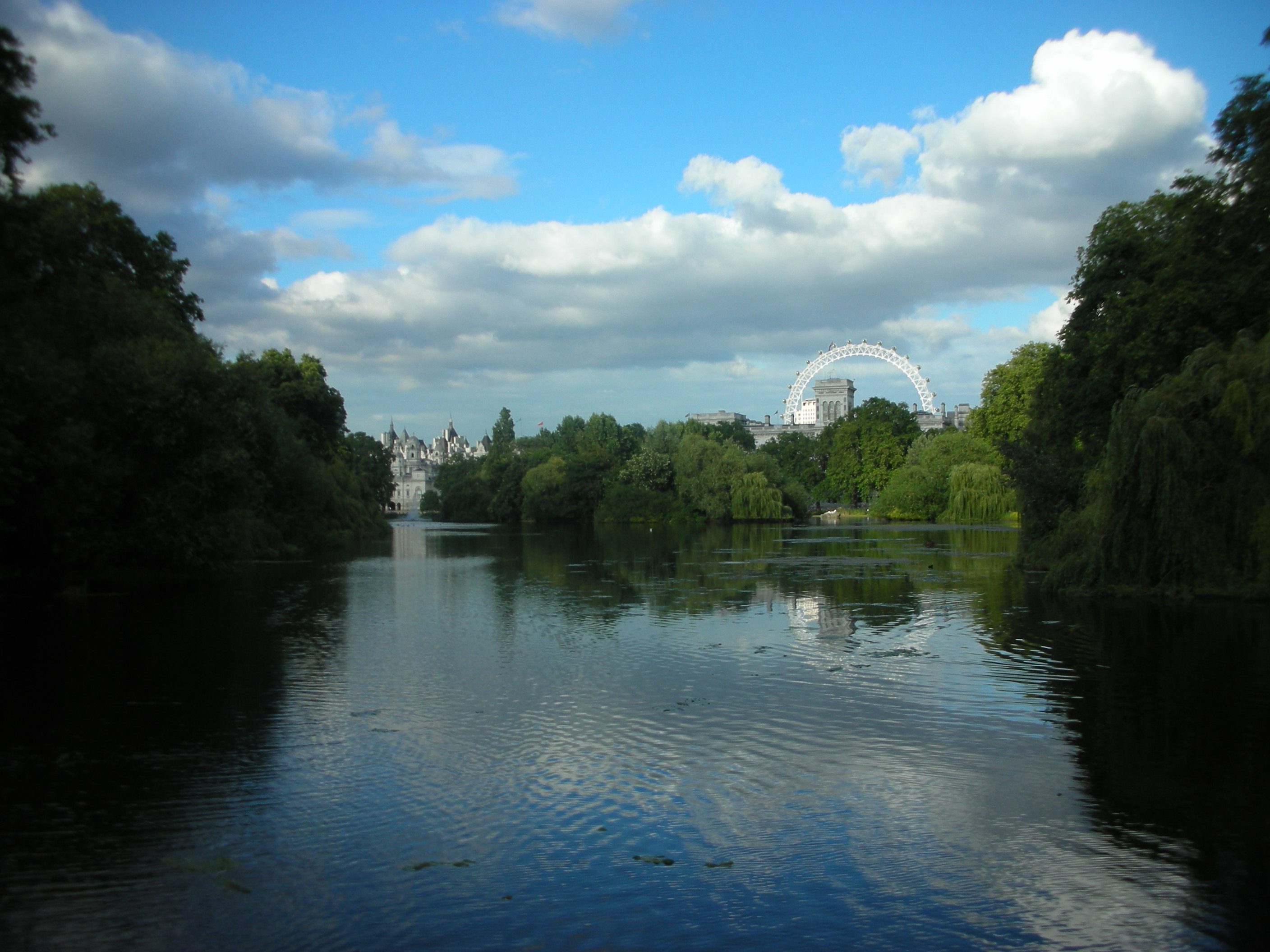
公园湖景，2008年7月

这里原来有一座以耶稣门徒小雅各命名的麻风病医院，圣詹姆士这个名称由此而来。
公园的西边是白金汉宫，北边是林荫路和圣詹姆士宫，东边是骑兵卫队（Horse Guards）马路，南边是鸟笼道（Birdcage Walk）。
园中有一湖二岛，分别是圣詹姆士公园湖和鸭岛、西岛。湖上有一座小桥，西望可见林泉环绕的白金汉宫，东望可见外交和联邦事务部大楼。
从东向西，圣詹姆士公园、格林公园、海德公园和肯辛顿花园连续不断，形成伦敦市中心一条链式的大型林苑。
公园交通便利，附近有圣詹姆士公园、维多利亚和西敏三座地铁车站。

## 历史沿革

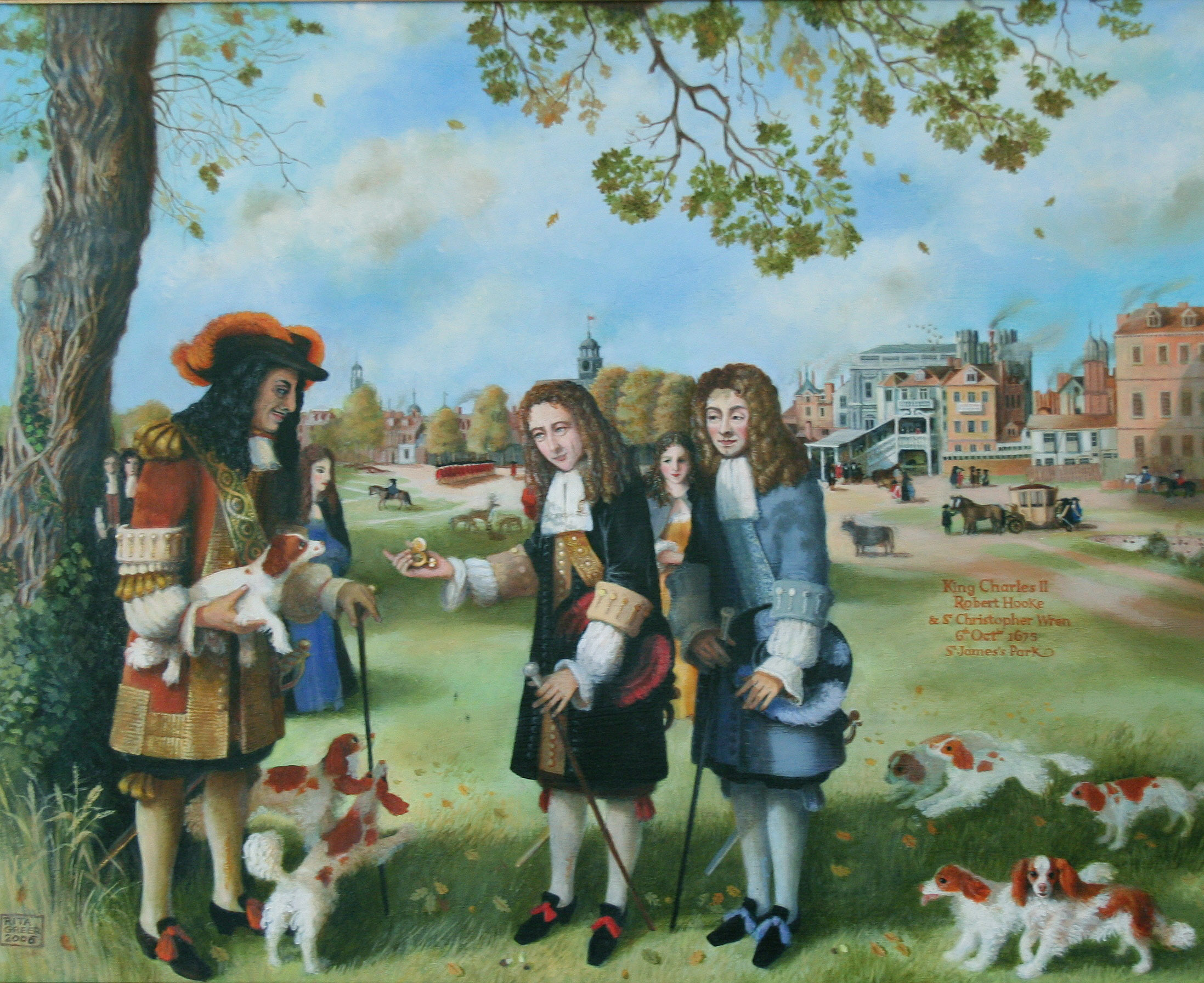
查理二世在公园和科学家罗伯特·胡克（Robert Hooke）、建筑师克里斯托夫·雷恩攀谈，胡克向国王展示一块新发明的簧衡机械怀表，1675年。

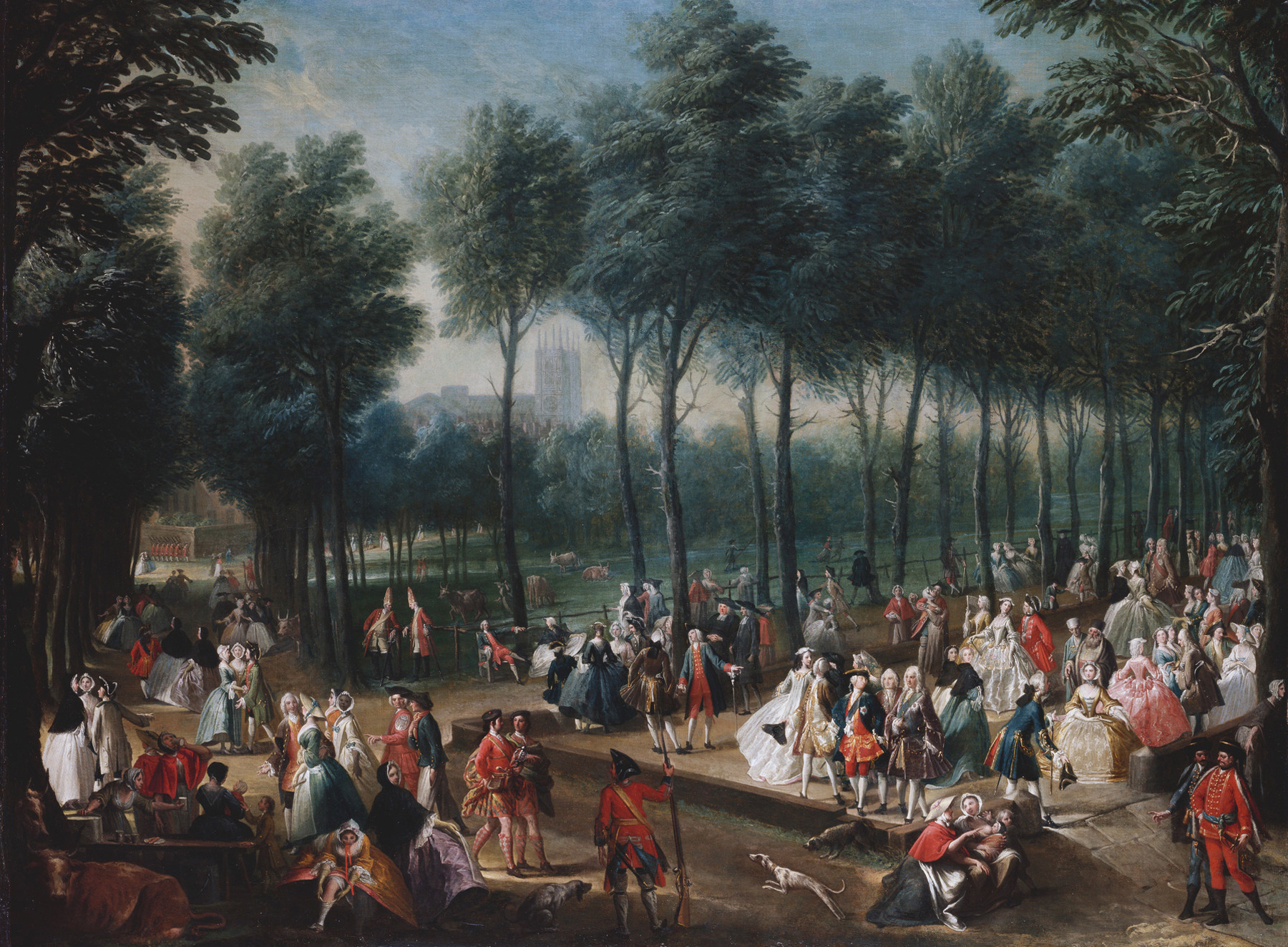
圣詹姆士公园和林荫路，1771年-1772年间

圣詹姆士公园原来是一片沼泽，由泰伯恩溪（Tyburn）汛期泛滥的洪水淤滞而成。
沼泽东边的一块土地原名约克坊（York Place），从1240年开始为历代约克大主教所有。

1530年，时任约克大主教的托马斯·沃尔西，未能说服罗马教皇批准英王亨利八世离婚，亨利八世随即没收了这块地产。1532年，亨利八世又出资买下了约克坊西边的沼泽地，计划在这里起造一座新宫。

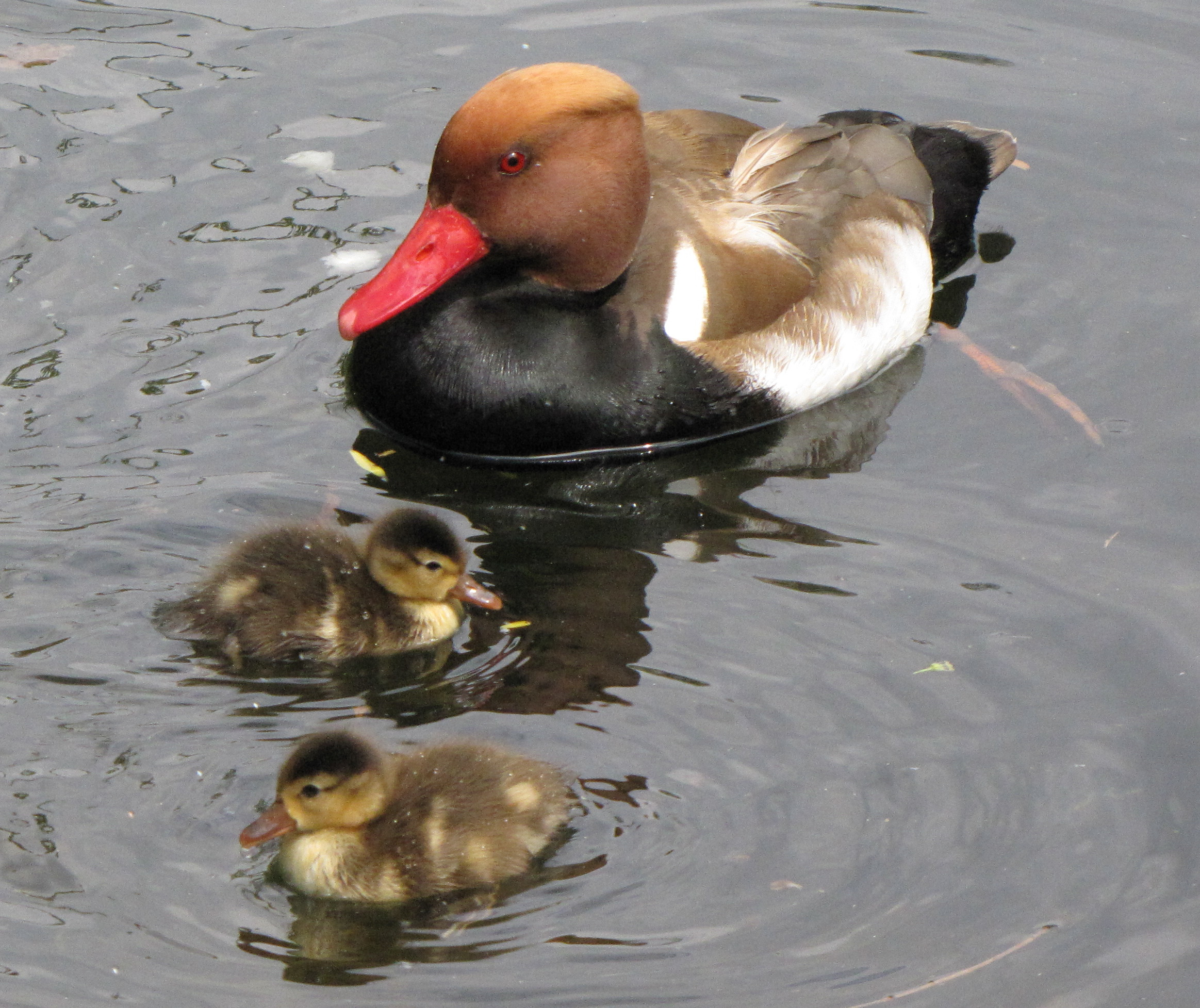
赤嘴潜鸭父与子，2010年

1603年，詹姆士一世加冕，他命人排干沼泽淤水、建设林苑景观，蓄养骆驼、鳄鱼、大象等热带野兽，并在南边修造鸟笼以圈养异域珍禽。

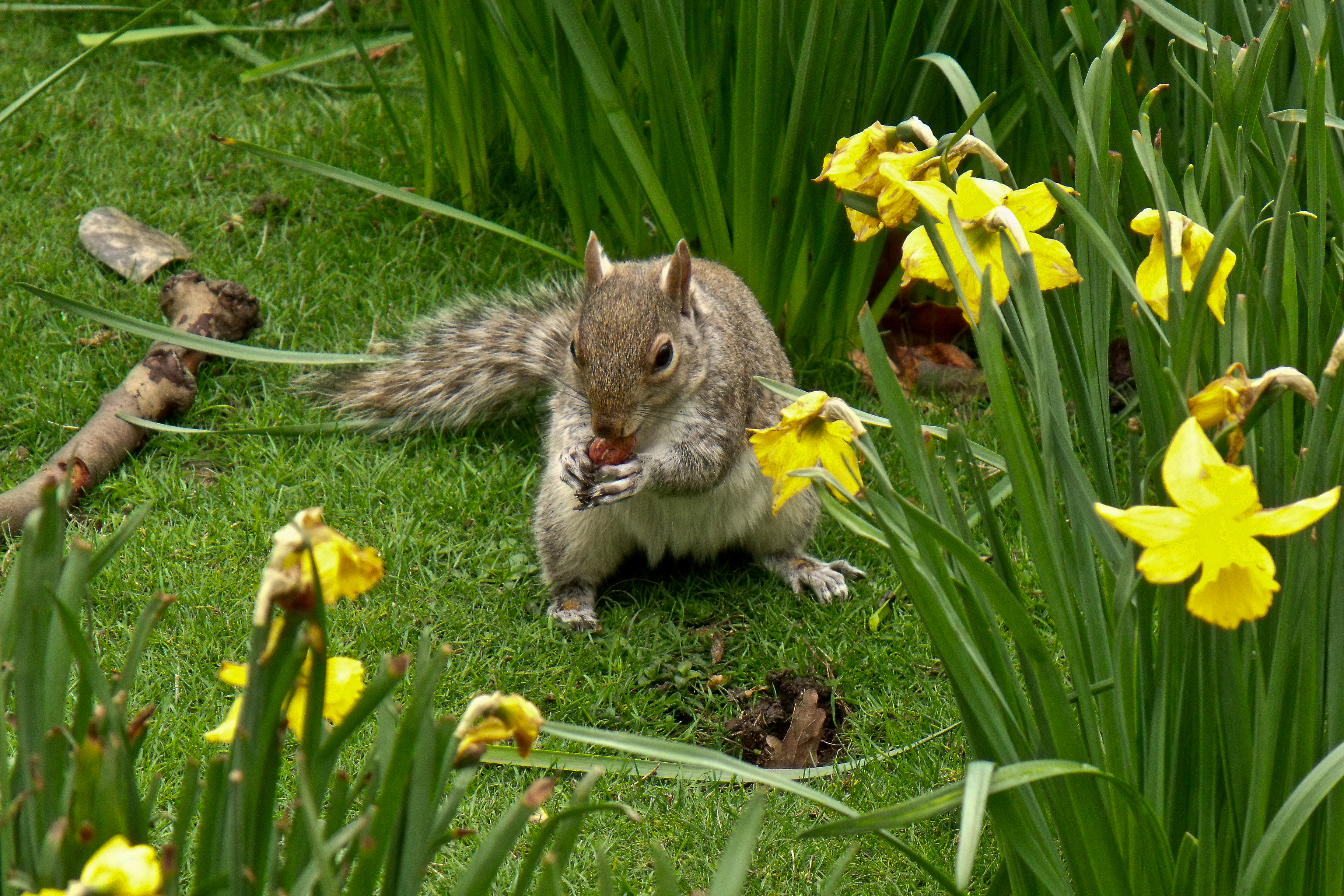
水仙和松鼠，2010年。

查理二世一度流亡法国。法国王宫的优雅和精致，给这个青年人留下了深刻的印象。成为英格兰国王之后，他请人（可能是法国景观设计师安德烈·莫勒（André Mollet））对公园的风貌进行重新设计，方案中包括一条775米长、38米宽的运河。查理二世在这里招待宾客和情妇（包括女演员奈爾·圭恩），并向公众开放了公园。
从罗彻斯特伯爵二世约翰·威尔莫特（John Wilmot, 2nd Earl of Rochester）的诗作《圣詹姆士公园漫步》（A Ramble in St. James's Park）中可以看出，在成为大众聚会场所之后，这里发生过一些伤风败俗的行为，从而使公园名誉扫地。
18世纪，运河的末段经过回填后，建起了骑兵卫队广场（Horse Guards Parade）。
1761年，乔治三世为夏绿蒂王后购买了林荫路西端的白金汉府（Buckingham House, 今白金汉宫）。
1826年-1827年，建筑设计师约翰·纳什奉摄政王（即后来的乔治四世）之命，对公园及其周边进行了一次重大改造。
改造之后，原来笔直的运河呈现出天然湖泊的姿态，而原本庄重的大道也颇有曲径通幽之妙。
同时，白金汉府也被扩建为白金汉宫，门前还增设了大理石拱门。

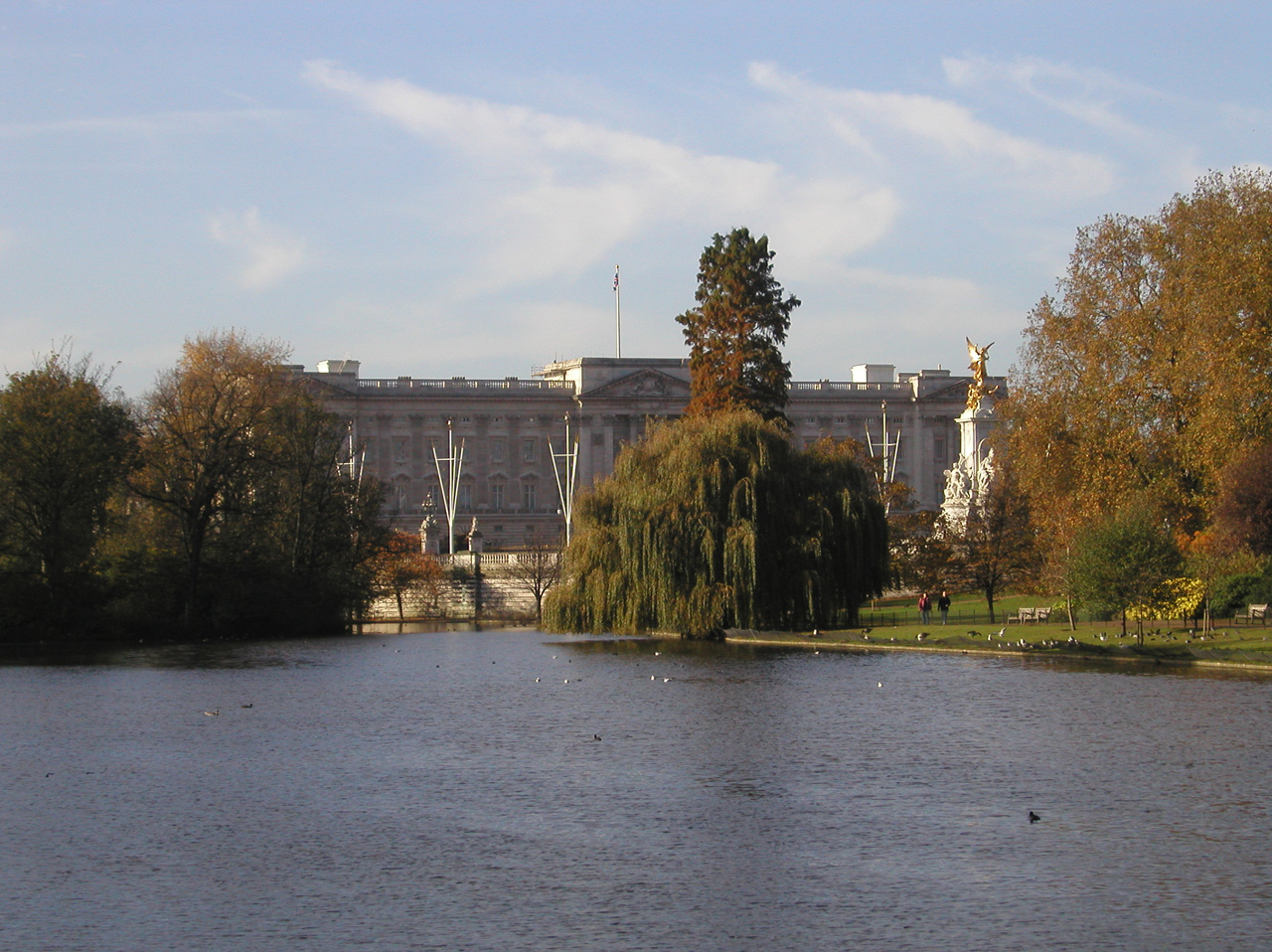
在公園的湖中，朝西北方看，可以看到白金漢宮，2008年

林荫路则成为皇家专用的景观大道，直到60年后的1867年才向公共交通开放。
1851年，大理石拱门移至牛津街公园巷路口。

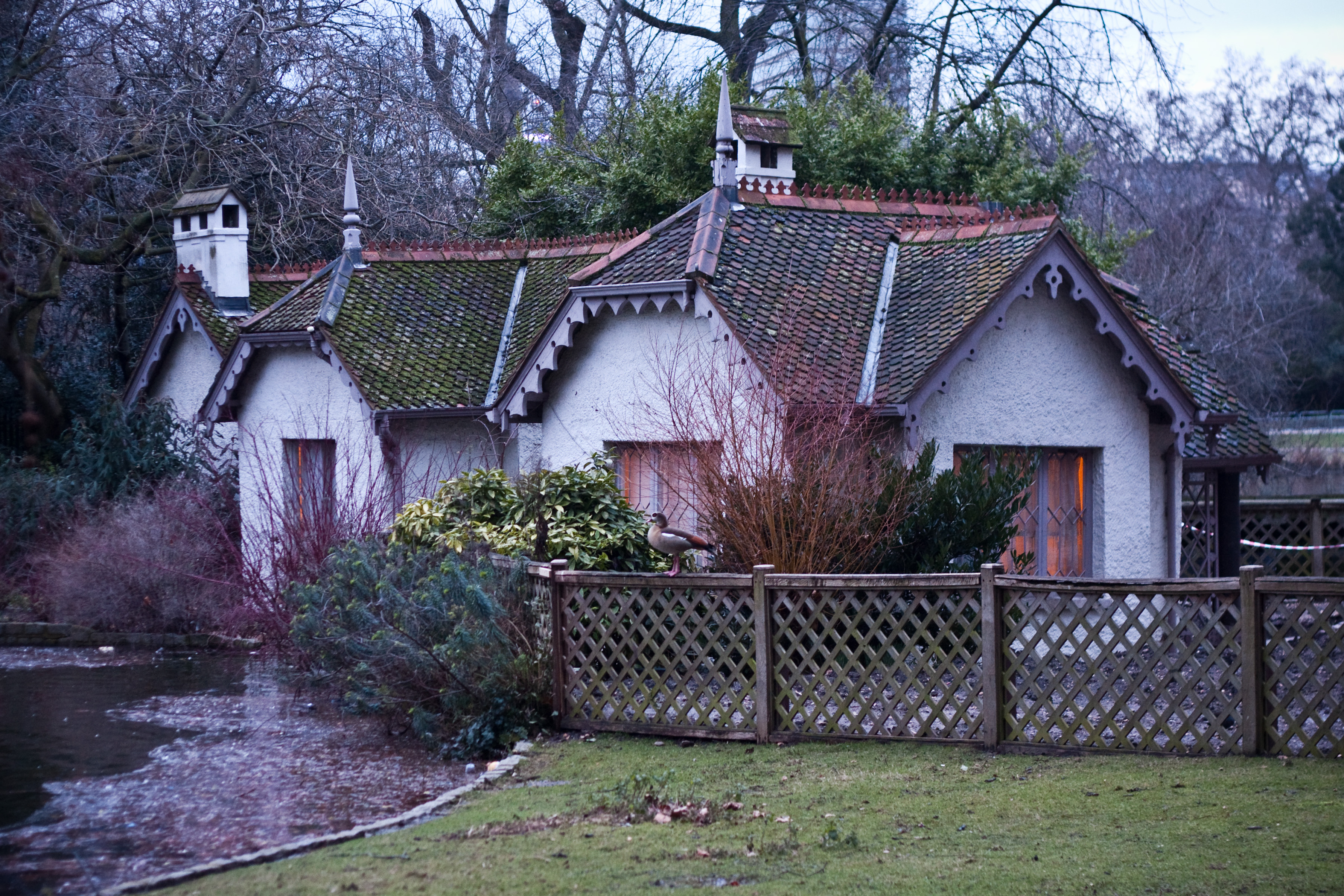
鸭岛小木屋，2010年。

1906年-1924年，拱门原址上竖起了维多利亚女王纪念碑。